# Colloquio di gruppo
Il colloquio di gruppo è un particolare tipo di colloquio, in cui il o gli intervistatori si rivolgono a più persone simultaneamente. È utilizzato sia come forma di colloquio clinico, sia come colloquio-intervista nell'ambito della selezione del personale. 

## Il colloquio di gruppo per la selezione del personale
Essenzialmente, il colloquio di gruppo consiste nella proposta, effettuata dal selezionatore a un gruppo di circa 10-15 candidati al massimo, di una discussione su un tema dato, che dovrà portare il gruppo ad elaborare una soluzione condivisa al termine di un tempo prefissato.
Generalmente, il tema di discussione riguardante una situazione immaginaria di cui vengono fornite informazioni ridotte e volutamente carenti; a titolo puramente esemplificativo, può essere proposto di individuare quale possa essere una campagna pubblicitaria innovativa per un'azienda non meglio identificata, oppure di elaborare, partendo da un insieme di oggetti predefinito, una classifica delle cose più o meno utili da portare con sé in un'esplorazione polare o in un viaggio. In ogni caso il tema di discussione è di relativa importanza; piuttosto, è oggetto della prova di selezione il modo in cui ciascun candidato si comporta, nell'analisi del problema e nella relazione con gli altri.
Il selezionatore, di solito, in questo tipo di colloquio si fa assistere da un collaboratore; entrambi prenderanno appunti, durante la prova, relativamente al comportamento di ciascun candidato, beneficiando soprattutto dello stato di disinibizione che questo tipo di prova comporta; i candidati, infatti, dopo breve tempo dimenticano del tutto la presenza dell'osservatore e si concentrano esclusivamente sulla soluzione del problema proposto. Oggetto di valutazione saranno in particolare:
- l'atteggiamento verbale e non verbale del candidato(le posture assunte, le capacità espressive, la proprietà di linguaggio, la corrispondenza fra atteggiamento esplicito e linguaggio non verbale, le manifestazioni di emotività etc.)
- la capacità di gestire il tempo predefinito della prova
- la capacità di collaborazione, ovvero di condivisione della discussione con gli altri colleghi(capacità che assume grande importanza relativamente al lavoro in team)
- la capacità di ascoltare le opinioni altrui e adeguare le proprie in modo da raggiungere una soluzione condivisa
- la capacità di leadership, ovvero la capacità di imporre il proprio punto di vista e la propria persona come punto di riferimento accettato da tutto il gruppo
- la capacità di sintesi, ovvero di identificare i punti essenziali delle varie soluzioni proposte e sintetizzarli riunificandoli.

Nella maggior parte dei casi, il colloquio di gruppo si conclude con l'identificazione da parte del gruppo di un candidato, che avrà il compito di relazionare la soluzione del tema proposto, al selezionatore e all'intera assemblea. In quest'ultima fase, è oggetto di valutazione la capacità dei vari componenti del gruppo di identificare la persona che sia più in grado di svolgere quel compito determinato, mentre è di relativa importanza il fatto che la scelta cada sull'uno piuttosto che sull'altro.
Il colloquio di gruppo trova una ragione di sempre più frequente applicazione, nel grande numero di persone che spesso sono candidate per determinati posti di lavoro, in particolare di profilo commerciale o comunicativo (operatori call-center, responsabili commerciali, venditori, impiegati nelle pubbliche relazioni etc.). Esso consente di analizzare con rapidità, in un tempo di circa 1-2 ore, gruppi di 10-15 persone che altrimenti necessiterebbero di lunghi colloqui individuali.